# بزغوية (شبخوسلات)
بزغویة (بالفارسية: بزگویه) هي قرية تقع في إيران في قسم شبخوسلات الريفي. يقدر عدد سكانها بـ 201 نسمة بحسب إحصاء 2016.